# Ngũ Phúc, Kiến Thụy
Ngũ Phúc là một xã thuộc huyện Kiến Thụy, thành phố Hải Phòng, Việt Nam.
Xã Ngũ Phúc có diện tích 8,92 km², dân số năm 1999 là 6314 người, mật độ dân số đạt 708 người/km². Phía Tây và Bắc giáp 2 xã An Thọ và An Thái (huyện An Lão), phía Đông bắc giáp xã Du Lễ, phía Đông giáp xã Kiến Quốc, phía Nam và Tây nam giáp huyện Tiên Lãng (ngăn cách bởi sông Văn Úc). Xã Ngũ Phúc có Đền Mõ 1 cơ sở tín ngưỡng đồng thời là 1 di tích lịch sử gắn với vương triều Nhà Mạc nổi tiếng ở đất Kiến Thuỵ.